# Jérôme Boateng
Jérôme Agyenim Boateng (sinh ngày 3 tháng 9 năm 1988) là một cầu thủ bóng đá chuyên nghiệp người Đức hiện đang thi đấu ở vị trí trung vệ cho câu lạc bộ giải Áo LASK. Anh bắt đầu sự nghiệp tại Hertha BSC trước khi chuyển đến đầu quân cho Hamburger SV. Tháng 6 năm 2010, anh chuyển đến Anh thi đấu cho Manchester City, song không thành công. Anh sau đó trở về Đức để khoác áo Bayern München.
Boateng là thành viên đội U-21 Đức vô địch giải U-21 châu Âu vào năm 2009 và là thành viên đội tuyển Đức tham dự World Cup 2010 và Euro 2012. Tại World Cup 2014, anh là cầu thủ thường xuyên được đá chính trong hành trình đến chức vô địch thế giới lần thứ tư của bóng đá nước này.

## Sự nghiệp câu lạc bộ

### Hertha BSC
Boateng chơi cho Hertha BSC Berlin từ ngày 1 tháng 7 năm 2002 khi anh mới 13 tuổi, cho tới ngày 22 tháng 8 năm 2007. Sau khi tách ra khỏi đội trẻ, anh chơi cho đội dự bị trong một mùa giải, trước khi có lần đầu tiên được gọi lên đội 1 vào ngày 13 tháng 1 năm 2007. Anh có trận ra mắt gặp Hannover 96 ở sân AWD-Arena ở vòng đấu thứ 19 của mùa giải 2006-07. Anh trở thành cầu thủ quen thuộc trong đội hình 1 khi mới 18 tuổi.
Boateng được liên hệ để chuyển sang Hamburger SV vào mùa hè 2007. Bởi điều này, theo như giới truyền thông Đức, Boateng không muốn ký bản hợp đồng chuyên nghiệp 5 năm cùng Hertha.

### Hamburger SV
Anh chuyển tới Hamburger SV vào ngày 22 tháng 8 năm 2007 với mức giá vào khoảng 1,1 triệu euro. Boateng có 2 mùa giải thành công cùng Hamburg, nơi anh đã trở thành một vị trí quan trọng trong hàng phòng thủ ở mùa giải 2008-09, mùa giải mà Hamburg đã nằm trong cuộc chạy đua tới ngôi vô địch vào tới bán kết cúp UEFA trong cả hai mùa giải anh ở đội bóng. Ở mùa giải 2009-10, anh được triệu tập vào đội tuyển Đức sau khi gây ấn tượng ở Hamburg.

### Manchester City
Vào ngày 5 tháng 6 năm 2010, Manchester City xác nhận họ đã có được Boateng với mức phí 10,4 triệu euro theo hợp đồng 5 năm. Tại Man City, Boateng sẽ được khoác chiếc áo số 17 mà anh ưa thích. Anh có trận đấu đầu tiên cho câu lạc bộ mới trong trận giao hữu trước mùa giải với Valencia. Trong trận này, anh đã có pha tạt bóng để Gareth Barry đánh đầu ghi bàn mở tỉ số. Tuy nhiên, anh phải vắng mặt từ 2-3 tuần trong giai đoạn đầu mùa giải vì chấn thương đầu gối.
Boateng có trận đấu đầu tiên cho Manchester City tại Premier League trong chiến thắng 1-0 trước Chelsea ngày 25 tháng 9 năm 2010. Ba ngày sau, anh có trận đấu đầu tiên tại Europa League trong trận hòa 1-1 với Juventus. Trong suốt mùa giải 2010-11, Boateng chỉ có 24 lần ra sân do thường xuyên chấn thương.
Kết thúc mùa giải 2010-11, anh cùng Manchester City giành được danh hiệu vô địch Cúp FA 2010-11. 

### Bayern München

#### 2011–12
Tháng 6 năm 2011, Boateng bày tỏ ý định muốn rời Manchester City để đến thi đấu cho Bayern München vì lý do thi đấu cho Bayern sẽ giúp anh có được cơ hội ở vị trí chính thức trong đội tuyển quốc gia và được thi đấu ở vị trí ưa thích là trung vệ hay vì hậu vệ phải. Ngày 15 tháng 7, vụ chuyển nhượng của anh đến Bayern München đã chính thức hoàn tất với mức phí là 13,5 triệu euro và bản hợp đồng có thời hạn đến ngày 30 tháng 6 năm 2015. Ngày 27 tháng 7, anh có trận đấu đầu tiên cho Bayern tại Cúp Audi 2011 trong trận đấu với A.C. Milan. Ngày 6 tháng 8, Boateng có mặt trong đội hình xuất phát trong trận đấu mở màn của Bayern tại Bundesliga 2011-12 gặp Borussia Moenchengladbach. Tuy nhiên, anh và thủ môn tân binh Manuel Neuer đã có pha phối hợp với nhau không tốt dẫn đến bàn thắng duy nhất của trận đấu thuộc về Moenchengladbach.

## Sự nghiệp đội tuyển quốc gia
Boateng đã cơ hội thi đấu lần lượt cho đội tuyển U-16, U-17 và U-19 Đức. Ngày 5 tháng 7]] năm 2007, anh được huấn luyện viên Frank Engel triệu tập vào đội tuyển U-19 Đức tham dự Giải vô địch bóng đá U-19 châu Âu 2007 tổ chức tại Áo, từ 16 tháng 7 đến 27 tháng 7.
Hai năm sau, Boateng tiếp tục góp mặt tại Giải vô địch bóng đá U-19 châu Âu 2009 và cùng đội U-19 Đức giành chức vô địch. Nhờ thành tích này, anh đã được triệu tập vào đội tuyển Đức chuẩn bị cho các trận đấu tại vòng loại World Cup 2010 với Nga và Phần Lan. Anh có trận ra mắt cho đội tuyển Đức vào ngày 10 tháng 10 năm 2009 gặp Nga và bị đuổi khỏi sân ở phút 70 sau khi phải nhận 2 thẻ vàng.

#### World Cup 2010
Boateng đã được huấn luyện viên Joachim Löw chọn vào danh sách 23 cầu thủ Đức tham dự World Cup 2010 tại Nam Phi. Ngày 23 tháng 6 năm 2010, Boateng đã có cuộc đối đầu với người anh trai Kevin-Prince Boateng đang thi đấu cho Ghana và trận đấu đã kết thúc với tỉ số 1-0 nghiêng về Đức. Đây là lần đầu tiên trong lịch sử World Cup hai anh em ruột chơi cho hai đội tuyển quốc gia khác nhau đối đầu với nhau.
Boateng đã tiếp tục có mặt trong hai chiến thắng tại vòng 2 và vòng tứ kết với Anh và Argentina. Tại trận bán kết với Tây Ban Nha, anh đã phải rời sân ở phút 52 nhường chỗ cho Marcell Jansen. Boateng đã cùng đội tuyển Đức giành huy chương đồng World Cup 2010 sau khi đánh bại Uruguay 3-2, trận đấu mà anh đã thi đấu trọn vẹn 90 phút.
Vào năm 2012, Boateng cùng đội tuyển Đức vào đến bán kết Euro 2012 và bị loại ở bán kết bởi đội tuyển Ý.

### World Cup 2014

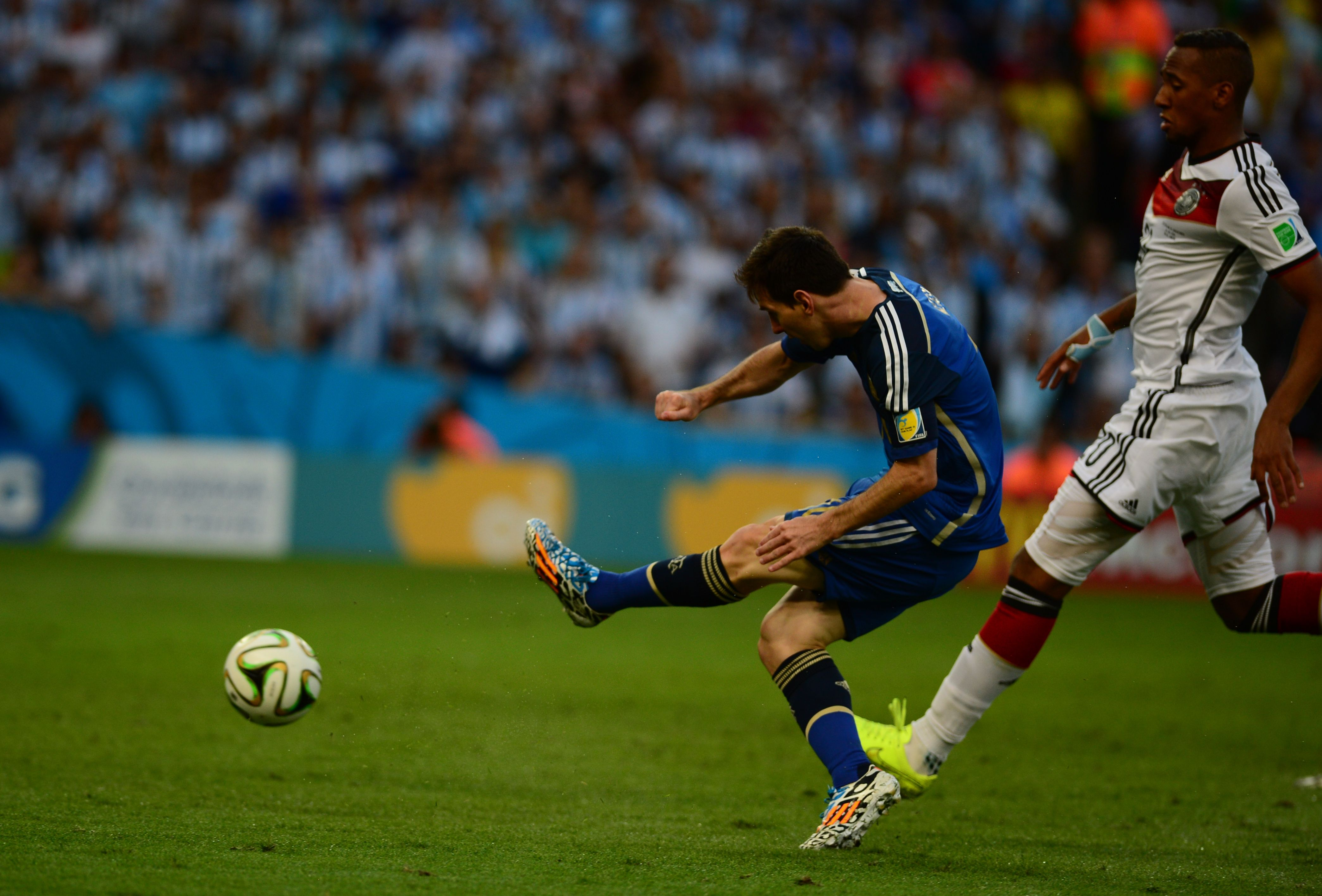
Boateng và Lionel Messi trong trận chung kết World Cup 2014

Boateng và người anh trai lại có dịp tái ngộ sau bốn năm khi Đức và Ghana lần nữa chạm trán nhau tại vòng bảng World Cup 2014 với kết quả 2-2. Anh đã ra sân trong cả bảy trận đấu của đội tuyển Đức tại giải đấu này và giành được chức vô địch thế giới sau chiến thắng 1-0 trước Argentina trong trận chung kết World Cup 2014. Trong trận chung kết này, nhiều tờ báo đã đánh giá anh là cầu thủ xuất sắc nhất trận đấu với nhiều pha tắc bóng và phá bóng cũng như tỷ lệ chuyền chính xác cao, làm vô hiệu hóa các mũi tấn công của Argentina.

### Euro 2016
Jérôme Boateng tiếp tục có tên trong danh sách đội tuyển Đức tham dự Euro 2016 tổ chức trên đất Pháp, ở giải đấu này, anh chỉ có được một bàn thắng trong chiến thắng 3-0 trước Slovakia.

### World Cup 2018
Anh tiếp tục được triệu tập tham dự World Cup 2018 diễn ra tại Nga, tuy nhiên đội tuyển Đức trở thành nhà cựu vô địch sau khi thất bại 0-2 trước Hàn Quốc ở lượt trận cuối vòng bảng, trận đấu mà Boateng không được đá chính do đã nhận 1 thẻ đỏ.

## Cú phá bóng tại Euro 2016
Tại giải Euro 2016 Boateng nổi bật nhất hàng thủ đội tuyển Đức với những pha không chiến  và tranh chấp tay đôi, đặc biệt với cú phá bóng vào lưới vào phút 37 trong trận đấu với Ukraina tại vòng bảng, một phần cũng vì hàng công của tuyển Đức khi ấy chưa tạo ra được cơ hội nào rõ rệt.

## Danh hiệu

### Câu lạc bộ

#### Manchester City
- FA Cup: 2010–11

#### Bayern München
- Bundesliga (9): 2012–13, 2013–14, 2014–15, 2015–16, 2016–17, 2017–18, 2018–19, 2019–20, 2020–21
- DFB-Pokal (5): 2012–13, 2013–14, 2015–16, 2018–19, 2019–20
- DFL-Supercup (5): 2012, 2016, 2018, 2020, 2021
- UEFA Champions League (2): 2012–13, 2019–20
- UEFA Super Cup (2): 2013, 2020
- FIFA Club World Cup (2): 2013, 2020

### Quốc tê

#### U-21 Đức
- Giải vô địch bóng đá U-21 châu Âu: 2009

#### Đức
- FIFA World Cup: 2014

### Cá nhân
- Huy chương đồng Fritz-Walter-Medaille 2007 (cầu thủ U-19)

## Thống kê sự nghiệp

### Câu lạc bộ
Tính đến 22 tháng 5 năm 2021
| Câu lạc bộ          | Mùa giải            | Vô địch quốc gia    | Vô địch quốc gia | Vô địch quốc gia | Cúp quốc gia | Cúp quốc gia | Cúp châu Âu | Cúp châu Âu | Khác    | Khác   | Tổng cộng | Tổng cộng | Tham khảo     |
| Câu lạc bộ          | Mùa giải            | Hạng đấu            | Số trận          | Số bàn           | Số trận      | Số bàn       | Số trận     | Số bàn      | Số trận | Số bàn | Số trận   | Số bàn    | Tham khảo     |
| ------------------- | ------------------- | ------------------- | ---------------- | ---------------- | ------------ | ------------ | ----------- | ----------- | ------- | ------ | --------- | --------- | ------------- |
| Hertha BSC II       | 2005–06             | Regionalliga Nord   | 9                | 1                | —            | —            | —           | —           | —       | —      | 9         | 1         | [ 28 ]        |
| Hertha BSC II       | 2006–07             | Regionalliga Nord   | 15               | 0                | —            | —            | —           | —           | —       | —      | 15        | 0         | [ 29 ]        |
| Hertha BSC II       | Tổng cộng           | Tổng cộng           | 24               | 1                | —            | —            | —           | —           | —       | —      | 24        | 1         |               |
| Hertha BSC          | 2006–07             | Bundesliga          | 10               | 0                | 1            | 0            | 0           | 0           | —       | —      | 11        | 0         | [ 29 ]        |
| Hamburger SV        | 2007–08             | Bundesliga          | 27               | 0                | 3            | 0            | 7           | 0           | —       | —      | 37        | 0         | [ 30 ]        |
| Hamburger SV        | 2008–09             | Bundesliga          | 21               | 0                | 5            | 0            | 9           | 0           | —       | —      | 35        | 0         | [ 31 ]        |
| Hamburger SV        | 2009–10             | Bundesliga          | 27               | 0                | 1            | 0            | 13          | 1           | —       | —      | 41        | 1         | [ 29 ] [ 32 ] |
| Hamburger SV        | Tổng cộng           | Tổng cộng           | 75               | 0                | 9            | 0            | 29          | 1           | —       | —      | 113       | 1         |               |
| Manchester City     | 2010–11             | Premier League      | 16               | 0                | 3            | 0            | 5           | 0           | —       | —      | 24        | 0         | [ 29 ]        |
| Bayern Munich       | 2011–12             | Bundesliga          | 27               | 0                | 6            | 0            | 15          | 0           | —       | —      | 48        | 0         | [ 33 ]        |
| Bayern Munich       | 2012–13             | Bundesliga          | 26               | 2                | 4            | 0            | 9           | 0           | 1       | 0      | 40        | 2         | [ 29 ] [ 34 ] |
| Bayern Munich       | 2013–14             | Bundesliga          | 25               | 1                | 5            | 0            | 9           | 0           | 4       | 0      | 43        | 1         | [ 29 ] [ 35 ] |
| Bayern Munich       | 2014–15             | Bundesliga          | 27               | 0                | 5            | 0            | 11          | 3           | 1       | 0      | 44        | 3         | [ 29 ] [ 36 ] |
| Bayern Munich       | 2015–16             | Bundesliga          | 19               | 0                | 4            | 0            | 7           | 0           | 1       | 0      | 31        | 0         | [ 37 ] [ 38 ] |
| Bayern Munich       | 2016–17             | Bundesliga          | 13               | 0                | 2            | 0            | 6           | 0           | 0       | 0      | 21        | 0         | [ 39 ]        |
| Bayern Munich       | 2017–18             | Bundesliga          | 19               | 1                | 3            | 1            | 9           | 0           | 0       | 0      | 31        | 2         | [ 40 ]        |
| Bayern Munich       | 2018–19             | Bundesliga          | 20               | 0                | 3            | 0            | 5           | 0           | 0       | 0      | 28        | 0         | [ 41 ]        |
| Bayern Munich       | 2019–20             | Bundesliga          | 24               | 0                | 4            | 0            | 9           | 0           | 1       | 0      | 38        | 0         | [ 42 ]        |
| Bayern Munich       | 2020–21             | Bundesliga          | 29               | 1                | 1            | 0            | 7           | 1           | 2       | 0      | 39        | 2         | [ 43 ]        |
| Bayern Munich       | Tổng cộng           | Tổng cộng           | 229              | 5                | 38           | 1            | 86          | 4           | 10      | 0      | 364       | 10        |               |
| Tổng cộng sự nghiệp | Tổng cộng sự nghiệp | Tổng cộng sự nghiệp | 354              | 6                | 51           | 1            | 120         | 5           | 10      | 0      | 535       | 12        |               |

1. ↑  Bao gồmCúp bóng đá Đức, Cúp FA
2. ↑  Bao gòm UEFA Champions League, UEFA Europa League
3. ↑  Bao gồm Siêu cúp bóng đá Đức, Siêu cúp châu Âu, Giải vô địch thế giới các câu lạc bộ

### Thi đấu quốc tế
Tính đến  ngày 13 tháng 10 năm 2018
| Đội tuyển quốc gia | Năm       | App. | Bàn |
| ------------------ | --------- | ---- | --- |
| Đức                |           |      |     |
| 2009               | 2         | 0    |     |
| 2010               | 10        | 0    |     |
| 2011               | 7         | 0    |     |
| 2012               | 9         | 0    |     |
| 2013               | 8         | 0    |     |
| 2014               | 14        | 0    |     |
| 2015               | 7         | 0    |     |
| 2016               | 11        | 1    |     |
| 2017               | 0         | 0    |     |
| 2018               | 8         | 0    |     |
| Tổng cộng          | Tổng cộng | 76   | 1   |

### Bàn thắng quốc tế
Bàn thắng và kết quả của Đức được để trước:
| #  | Ngày                | Địa điểm                                | Đối thủ  | Bàn thắng | Kết quả | Giải đấu  |
| -- | ------------------- | --------------------------------------- | -------- | --------- | ------- | --------- |
| 1. | 26 tháng 6 năm 2016 | Sân vận động Pierre-Mauroy, Lille, Pháp | Slovakia | 1–0       | 3–0     | Euro 2016 |

## Cuộc sống cá nhân
Boateng có mẹ là người Đức và cha là người Ghana. Cha của anh, ông Prince Boateng, đã rời Ghana đến Đức năm 1981. Anh có một em gái, Avelina và hai người anh em cùng cha khác mẹ, Kevin-Prince Boateng và George. Jérôme và Kevin đã cãi nhau khá gay gắt sau sự kiện người anh vào bóng thô bạo làm Michael Ballack chấn thương và khiến cầu thủ người Đức này không thể tham dự World Cup 2010. Jerôme tỏ ra thất vọng vì sự bảo thủ của anh mình: "Chúng tôi nhìn nhận vấn đề quá khác nhau, và tôi nói với anh ấy rằng chúng ta đường ai nấy đi" mặc dù anh vẫn dành sự kính trọng cho người anh của mình: "Dù thế nào đi nữa, đó cũng vẫn là anh trai tôi, mặc dù vào giây phút này đây, chúng tôi chẳng biết nói gì với nhau cả".